# كايمين
البارسيمين أو الكايمين هو مركب عضوي هيدروكربوني عطري صيغته الكيميائية C10H14، ويوجد في الشروط القياسية على شكل سائل عديم اللون.

## الوفرة والتحضير
يوجد الكايمين في عدد من النباتات العطرية، مثل الأثينة العطرية والبولدو والندغ البستاني.
يمكن أن يحضر الكايمين من ألكلة التولوين بالبروبيلين.

## الخواص
يوجد هذا المركب في الشروط القياسية على شكل سائل عديم اللون، وهو قابل للاشتعال.

## الاستخدامات
يستخدم بارا-الكايمين في مجال الأبحاث الكيميائية في تشكيل معقدات الروثينيوم.

## المصاوغات
يعد بارا-الكايمين أشهر متصاوغات الكايمين، والتي تختلف فيما بينها بالنسبة لموقع مجموعة الميثيل إلى مجموعة الإيزربروبيل.
| التسمية         | أورثو-كايمين | ميتا-كايمين | بارا-كايمين |
| الصيغة البنيوية |              |             |             |
| رقم التسجيل CAS | 527-84-4     | 535-77-3    | 99-87-6     |